# Trinidad (Kalifornija)
Trinidad je grad u američkoj saveznoj državi Kalifornija. Prema popisu stanovništva iz 2010. u njemu je živjelo 367 stanovnika.